# Wiatrówka Girandoni
Wiatrówka Girandoni (desygnata wojskowa: Repetierwindbüchse M.1780) – wojskowa wiatrówka skonstruowana przez włoskiego zegarmistrza Bartolomeo Girandoniego (Bartholomäus Girandoni) z Ampezzo. W 1780 roku przyjęta na wyposażenie armii Cesarstwa Austrii.

## Charakterystyka
Wiatrówka Girandoni miała długość około 1200 milimetrów, a jej masa wynosiła 4,5 kilograma. Wyposażona była w lufę gwintowaną. Broń ta cechowała się zmiennymi osiągami uzależnionymi od ciśnienia sprężonego powietrza pozostałego w zbiorniku. Zbiornik miał pojemność 612 cm³, wzmacniany był dodatkowo drutem lub skórą i służył jednocześnie za demontowalną kolbę. Ilość sprężonego powietrza pozwalała teoretycznie na oddanie 30–40 strzałów, a broń wyposażona była w magazynek rurowy mieszczący 20 pocisków, co pozwalało uzyskać szybkostrzelność praktyczną na poziomie 15 strz./min. Wraz z opróżnianiem zbiornika zmniejszała się jednak donośność i moc obalająca wystrzeliwanych pocisków. Przy pełnym zbiorniku pocisk osiągający prędkość początkową około 300 m/s był w stanie przebić 1-calową (25,4 milimetra) deskę sosnową z odległości 100 metrów, a jego maksymalny efektywny zasięg wynosił 150 metrów. Jednak po około 20 strzałach zasięg ten spadał już do około 90 metrów.

## Historia
W 1779 roku Girandoni przedstawił cesarzowi Józefowi II wiatrówkę własnego projektu, którą entuzjastycznie przyjęto do uzbrojenia jako regulaminową broń wojskową pod nazwą Repetierwindbüchse M.1780. Girandoni wykonał około 1400–1500 wiatrówek kalibru od 11,5 do 12,7 milimetrów. Początkowo wyposażano w nie co czwartego strzelca w wydzielonych kompaniach, a w 1790 roku sformowano Pułk Strzelców Tyrolskich liczący 1313 strzelców uzbrojonych w tę właśnie broń. Każdy strzelec standardowo wyposażany był w dodatkowy naładowany zbiornik powietrza oraz 60 pocisków. Repetierwindbüchse zostały użyte bojowo w latach 1788–1791 w trakcie wojny z Turcją oraz w 1806 roku w trakcie wojen napoleońskich. Oficjalnie Repetierwindbüchse M.1780 wycofano z uzbrojenia armii w 1815 roku, jednak zostały jeszcze użyte w trakcie Wiosny Ludów (1848–1849).